# Samijlo Velytjko
Samijlo Vasyljovytj Velytjko (ukrainska: Самійло Васильович Величко), född 1670, död 1728, var en lillrysk historieskrivare. 
Velytjko tjänstgjorde till 1708 i krigskansliet och författade en krönika om Lillryssland på 1600-talet, Ljetopis sobytij v jugozapadnoj Rosii v XVII vjeku, på grundval av egna iakttagelser och främmande sagesmän, däribland Samuel von Pufendorf, men med föga kritisk urskillning.